# Повурськ
Повýрськ (також, Поворськ) — протіжна залізнична станція Рівненської дирекції Львівської залізниці на лінії Сарни — Ковель між станціями Троянівка (14 км) та Ковель (33 км). Розташована в селі Поворськ Ковельського району Волинської області.

## Історія
Станція відкрита 1902 року під такою ж назвою під час будівництва Києво-Берестейської залізниці. До наших часів збереглася стара будівля вокзалу, яка подібна до вокзальних будівель на станціях Буча, Малин, Чоповичі, Олевськ, Маневичі цієї залізниці.
Вокзал станції Повурськ — окраса невеликого села Поворськ на Волині, який відкритий одночасно зі станцією 1902 року. Ця споруда виконана за типовим проєктом середніх вокзалів цієї залізниці. В оформленні використовувались елементи романської та готичної архітектури: центральний об'єм виділено ризалітом і прикрашено високим аттиком, готичними пінаклями й баштами, що надає йому риси середньовічних замків. На жаль, не весь декор зберігся до наших днів: минулого століття були частково втрачені дві декоративні башти над входами, але ці втрати — найменше з того, що могло статися, адже станцію бомбила авіація в кожній зі світових війн: 13 лютого 1917 року та 7 липня 1944 року. В останньому випадку вокзал від нападу захищав бронепоїзд 47-го окремого дивізіону бронепоїздів.
У січні 2019 року розпочалися роботи з електрифікації дільниці Ковель — Повурськ.

## Пасажирське сполучення
На станції Повурськ зупиняються лише приміські поїзди сполученням Ковель — Сарни.
У 2020 році планувалося призначення тарифної зупинки по станції Повурськ пасажирському поїзду «Галичина» № 141/142 сполученням Львів — Бахмут (наразі поїзд через російське вторгнення в Україну тимчасово скасований).